# Коновалово (Кемеровская область)
Конова́лово — село в Беловском районе Кемеровской области. Входит в состав Евтинского сельского поселения.

## География
Центральная часть населённого пункта расположена на высоте 196 метров над уровнем моря.

## Население
По данным Всероссийской переписи населения 2010 года, в селе Коновалово проживает 497 человек (243 мужчины, 254 женщины).

## Перспективы
Планируется строительство Среднесибирской магистрали до станции Татарская . 